# Ethnische Gruppen im Kosovo

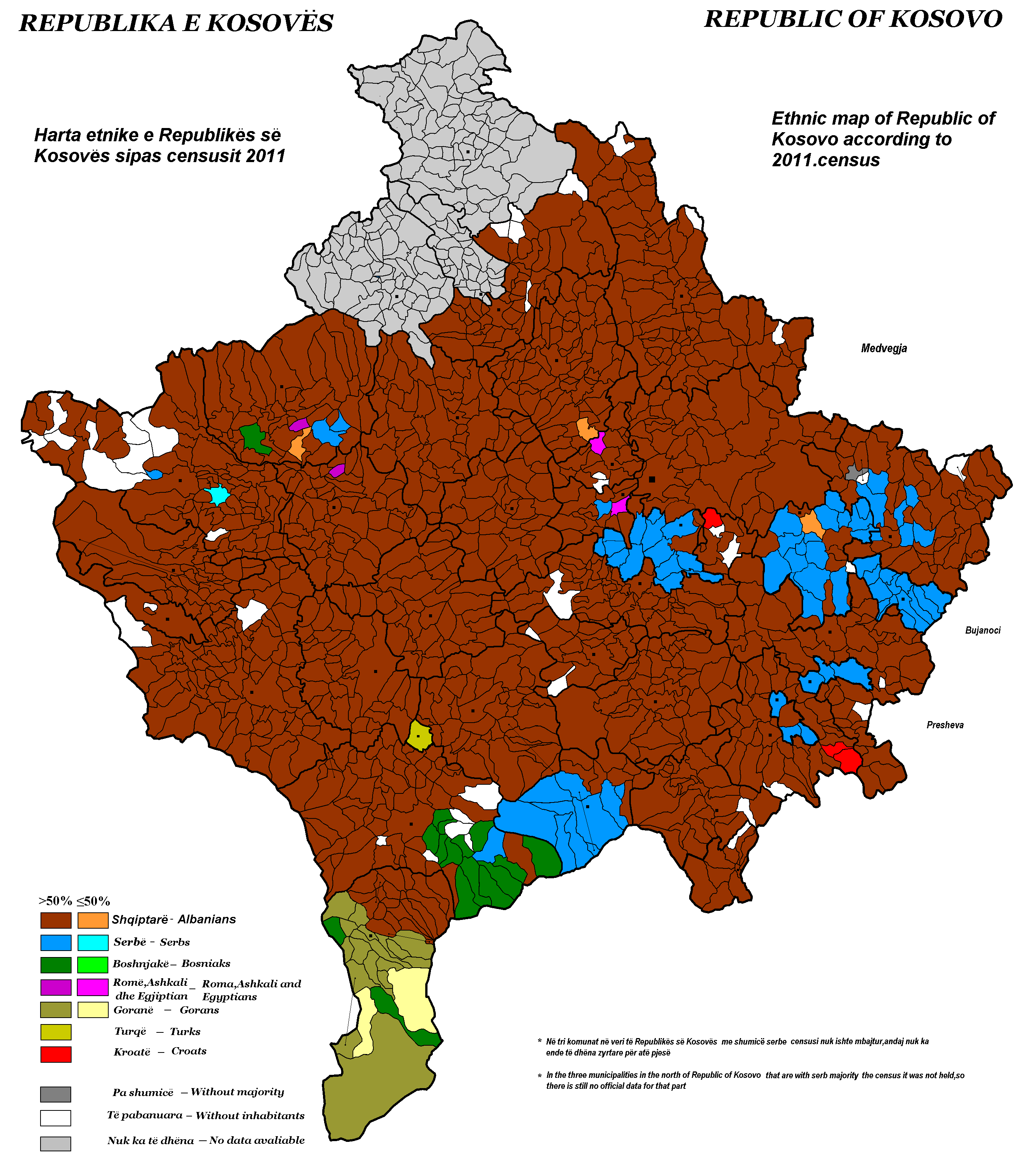
Ethnographische Karte des Kosovo 2011

Im Kosovo leben neben den Kosovo-Albanern, welche die Mehrheit der Bevölkerung stellen, eine Reihe von ethnischen Gruppen (Ethnien), von denen die größte die der Serben ist. Außerdem sind Türken, Bosniaken, Kroaten (Janjevci), die slawischsprechenden muslimischen Torbeschen und Goranen, die Roma und die den Romagruppen zugerechneten Aschkali und Ägypter (Balkan-Ägypter) vertreten.

## Geschichtliche Entwicklung
| Jahr | Albaner | Serben | Andere |
| --- | ------- | ------ | ------ |
| 1948 | 68,5 %  | 23,6 % | 8 %    |
| 1953 | 64,9 %  | 23,5 % | 11,6 % |
| 1961 | 67,2 %  | 23,6 % | 9,3 %  |
| 1971 | 73,7 %  | 18,4 % | 8 %    |
| 1981 | 77,4 %  | 13,2 % | 8 %    |
| 1991 | 81,6 %  | 9,9 %  | 8 %    |
| 2000 * | 88 %    | 7 %    | 5 %    |
| 2006 * | 92 %    | 5 %    | 3 %    |
| * geschätzte Daten Quelle: Militärgeschichtliches Forschungsamt (MGFA), Wegweiser zur Geschichte – Kosovo,Weltband (zu 2000) und OSZE (für 2006) |         |        |        |

Der Kosovo war schon seit dem frühen Mittelalter multiethnisch. Die verschiedenen ethnischen Gruppen lebten weitgehend voneinander getrennt; Ehen zwischen Albanern und Serben waren auch zu Zeiten des kommunistischen Jugoslawien selten. Seit den sechziger Jahren gibt es eine Tendenz zur ethnischen Vereinheitlichung von Wohngebieten. Seit den achtziger Jahren sind ethnisch gemischte Wohngebiete eher die Ausnahme.
Die Statistik zeigt, dass der Anteil der Minderheiten an der Gesamtbevölkerung des Kosovo in den letzten 25 Jahren deutlich zurückging. Die letzte offizielle Volkszählung (1981) im früheren Jugoslawien ergab eine Mehrheit von 77,4 % Albanern. Nach Schätzungen der Weltbank, die vom statistischen Amt des Kosovo übernommen wurden, stieg ihr Anteil bis zum Jahre 2000 auf rund 88 % und erhöhte sich in der Folge laut OSZE-Berichten um weitere drei Prozentpunkte.

## Aktuelle Situation
Seit dem Kosovokrieg haben schätzungsweise 240.000 Angehörige der Minderheiten durch Flucht oder Vertreibung ihren Wohnsitz verloren. Diese Zahl beruht auf Angaben der serbischen Regierung und wird durch andere Vergleichszahlen gestützt. Von 2000 bis einschließlich November 2004 kehrten über 12.000 freiwillig in die Provinz zurück. Die demografische Mehrheit der Albaner hat sich durch diese Flucht seit dem Kosovokrieg noch vergrößert.
Insgesamt hat sich durch die Kämpfe zwischen Serben und Albanern, gepaart mit Vertreibungen, mittlerweile in weiten Teilen eine Trennung der Ethnien in klar abgegrenzte Gebiete ergeben. Die noch verbliebenen Minderheiten leben entweder in zusammenhängenden größeren Gebieten oder in Enklaven, also in einzelnen Dörfern, Vierteln oder Häuserkomplexen.
Nach einem Bericht der UNHCR vom März 2005 sind Angehörige von Minderheiten nach wie vor ethnisch motivierten Angriffen ausgesetzt, „bei denen Transporte mit Steinen beworfen, einzelne Personen tätlich angegriffen, belästigt oder eingeschüchtert werden oder bei denen das Eigentum und der Besitz von Angehörigen ethnischer Minderheiten geplündert, zerstört oder illegal in Beschlag genommen wird, Friedhöfe und Grabstellen geschändet und Hassparolen an die Wände öffentlicher Gebäude geschmiert werden.“

## Regionale Siedlungsgebiete
Die Tabelle und die Karten zeigen, wo im Jahr 2005 welche Minderheiten in den damals dreißig Großgemeinden des Kosovo angesiedelt sind (Quelle: OSZE-Berichte 2005). Heute ist Kosovo in 38 Gemeinden gegliedert.
| Gemeinde (albanisch/serbisch) | Zahl der Einwohner | Albaner | Serben | Roma/Aschkali/Ägypter | Türken        | Bosniaken | Goranen | Andere |
| ----------------------------- | ------------------ | ------- | ------ | --------------------- | ------------- | --------- | ------- | ------ |
| Deçan/Dečani                  | 50.500             | 50.000  | 22     | 423                   | keine Angaben | 51        | k. A.   | k. A.  |
| Dragash/Dragaš                | 34.562             | 24.856  | k. A.  | k. A.                 | k. A.         | k. A.     | 9.706   | k. A.  |
| Gjakova/Đakovica              | 153.000            | 143.300 | 6      | 6.700                 | k. A.         | 60        | k. A.   | k. A.  |
| Drenas/Glogovac               | 70.400             | 70.400  | k. A.  | k. A.                 | k. A.         | k. A.     | k. A.   | k. A.  |
| Gjilan/Gnjilane               | 129.690            | 116.000 | 12.300 | 350                   | k. A.         | k. A.     | k. A.   | 1005   |
| Istog/Istok                   | 44.610             | 41.000  | 540    | 1.740                 | k. A.         | 1.330     | k. A.   | k. A.  |
| Kaçanik/Kačanik               | 43.009             | 43.000  | k. A.  | 9                     | k. A.         | k. A.     | k. A.   | k. A.  |
| Kamenica/Kosovska Kamenica    | 63.000             | 52.000  | 10.500 | 500                   | k. A.         | k. A.     | k. A.   | k. A.  |
| Klina                         | 54.900             | 53.000  | 94     | 1.800                 | k. A.         | k. A.     | k. A.   | k. A.  |
| Fushë Kosova/Kosovo Polje     | 40.000             | 34.000  | 3.239  | 2.647                 | k. A.         | k. A.     | k. A.   | 21     |
| Leposaviq/Leposavić           | 18.500             | 67      | 18.000 | 203                   | k. A.         | k. A.     | k. A.   | 240    |
| Lipjan/Lipljan                | 76143              | 63.478  | 9.300  | k. A.                 | k. A.         | k. A.     | k. A.   | 2.253  |
| Malisheva/Mališevo            | 65.520             | 65.500  | k. A.  | 20                    | k. A.         | k. A.     | k. A.   | k. A.  |
| Mitrovica/Kosovska Mitrovica  | 107.045            | 95.000  | 10.400 | 545                   | 600           | k. A.     | k. A.   | 2.000  |
| Novobërdë/Novo Brdo           | 3.751              | 2.300   | 1.400  | k. A.                 | k. A.         | k. A.     | k. A.   | 51     |
| Obiliq/Obilić                 | 28.653             | 24.000  | 3.425  | 1.141                 | k. A.         | k. A.     | k. A.   | 82     |
| Rahovec/Orahovac              | 78.297             | 76.577  | 1.300  | 420                   | k. A.         | k. A.     | k. A.   | k. A.  |
| Peja/Peć                      | 91.112             | 78.712  | 1.000  | 6.300                 | k. A.         | 5.000     | k. A.   | k. A.  |
| Podujeva/Podujevo             | 131.300            | 130.200 | 27     | 1.067                 | k. A.         | k. A.     | k. A.   | k. A.  |
| Prishtina/Priština            | 564.800            | 550.000 | 12.000 | 1.000                 | k. A.         | k. A.     | k. A.   | 1.800  |
| Prizren                       | 221.374            | 180.176 | 194    | 5.148                 | 14.050        | 21.266    | k. A.   | k. A.  |
| Skënderaj/Srbica              | 70.414             | 70.000  | 326    | 68                    | k. A.         | 20        | k. A.   | k. A.  |
| Shtërpca/Štrpce               | 13.633             | 4.500   | 9.099  | 34                    | k. A.         | k. A.     | k. A.   | k. A.  |
| Shtime/Štimlje                | 29.000             | 28.247  | k. A.  | 738                   | k. A.         | k. A.     | k. A.   | k. A.  |
| Suhareka/Suva Reka            | 80.460             | 80.000  | k. A.  | 460                   | k. A.         | k. A.     | k. A.   | k. A.  |
| Ferizaj/Uroševac              | 143.842            | 140.000 | 147    | 3.594                 | k. A.         | k. A.     | k. A.   | 248    |
| Vitia/Vitina                  | 59.810             | 56.400  | 3.300  | 20                    | k. A.         | k. A.     | k. A.   | 60     |
| Vushtrria/Vučitrn             | 102.662            | 98.000  | 4.137  | 525                   | k. A.         | k. A.     | k. A.   | k. A.  |
| Zubin Potok                   | 14.800             | 800     | 14.000 | k. A.                 | k. A.         | k. A.     | k. A.   | k. A.  |
| Zveçan/Zvečan                 | 16.600             | 350     | 12.050 | k. A.                 | k. A.         | k. A.     | k. A.   | 4.450  |

## Übersichtskarten

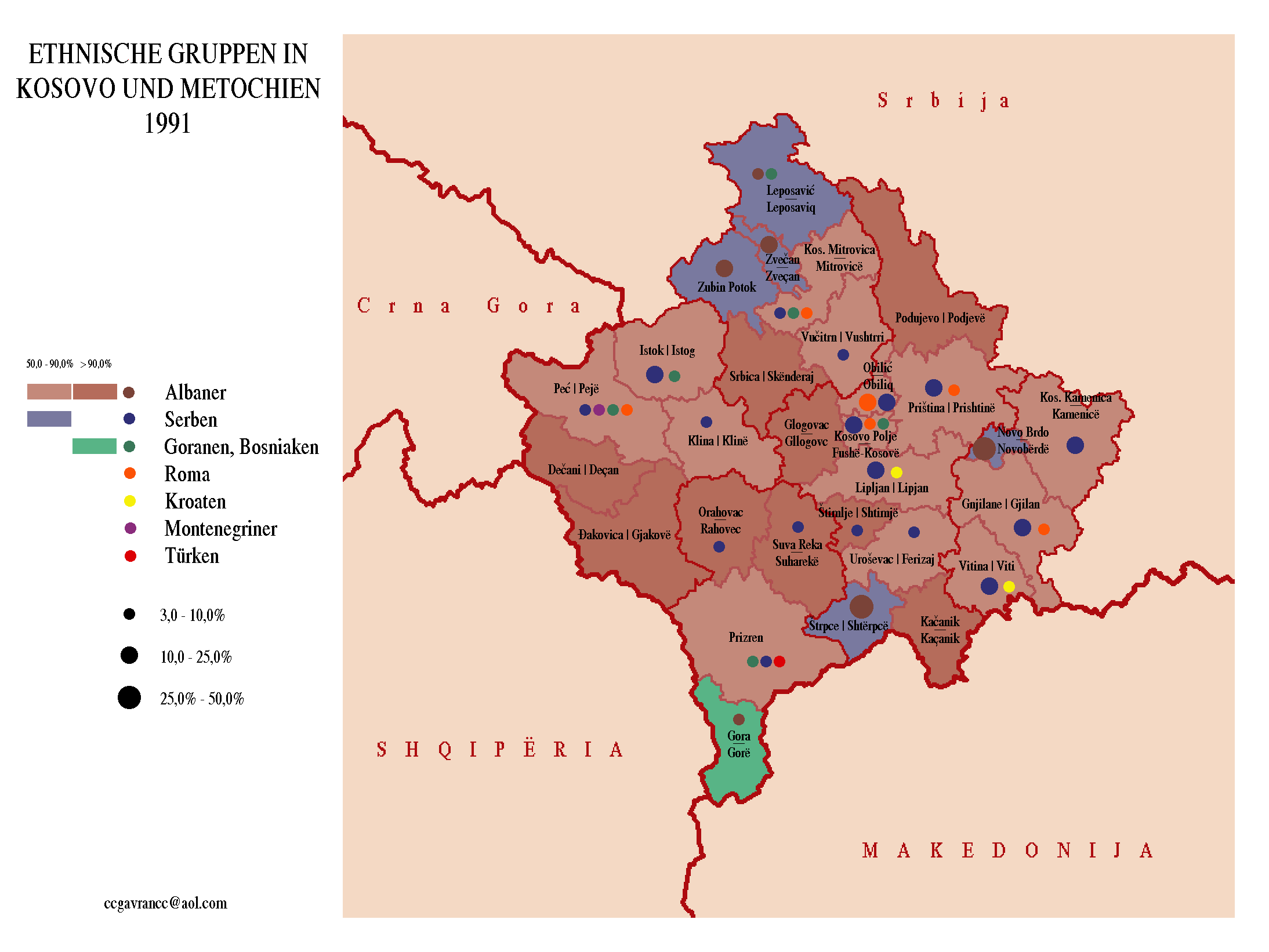
Verteilung der Ethnien 1991
Verteilung der Albaner 2005
Verteilung der Serben 2005
Verteilung der Roma/Aschkali/Ägypter 2005
Verteilung der Türken 2005
Verteilung der Bosniaken, Goranen und anderer Minderheiten 2005

## Politische Organisationen der Minderheiten
Die Minderheiten im Kosovo sind in der Regel politisch organisiert, etliche der Minderheitenparteien sind im Parlament des Kosovo vertreten. Die parlamentarische Vertretung der Minderheiten ist gesichert: Im 120-köpfigen Kosovo-Parlament sind 10 Sitze für Vertreter der Kosovo-Serben, vier Sitze für Roma, Aschkali und Ägypter, drei für Bosniaken, zwei für Türken und einer für Goranen reserviert.

## Flüchtlinge aus dem Kosovo
Wegen der Verfolgung ethnischer Minderheiten im Kosovo flohen viele Angehörige dieser Gruppen nach Serbien und Montenegro oder West- und Mitteleuropa.

### Deutschland
Nach Angaben der Ständigen Innenministerkonferenz lebten im Jahr 2004 rund 38.000 Flüchtlinge ethnischer Minderheiten aus dem Kosovo in Deutschland. Es gibt ein Rückübernahmeabkommen mit dem Kosovo. Deutschland betreibt die – teilweise zwangsweise – Rückführung von Angehörigen ethnischer Minderheiten in den Kosovo. Laut Schätzungen sollen pro Jahr 2.500 Anträge für die Rückführung gestellt werden. Besonders von der Abschiebung betroffen sind 14.000 Personen der Minderheitsgruppe Roma.
Am 19. Dezember 2011 nahm die damalige Bundesregierung in der Bundestagsdrucksache 17/8224 detailliert Stellung zu Abschiebungen von Roma in den Kosovo. Darin gab sie die Zahl der geduldeten Menschen aus dem Kosovo mit 5574 und der aus Serbien mit 11.819 an.
Am 17. Dezember 2013 stellte die Fraktion Die Linke eine ähnliche Kleine Anfrage an die neue Bundesregierung. 'Die Linke' schreibt darin, "Die Lösung [könne] nur in einer großzügigen Bleiberechtsregelung für Minderheitenangehörige aus dem Kosovo bestehen."
Es gibt in Deutschland ein Ausländerzentralregister. Darin werden (Stand Dezember 2011) keine Angaben zur Volkszugehörigkeit oder zu der Herkunftsregion erfasst.

### Serbien und Montenegro
Nach Angaben der UNO-Flüchtlingsorganisation UNHCR gibt es in Serbien und Montenegro über 220.000 Vertriebene aus dem Kosovo. „Flüchtlinge und Binnenvertriebene konkurrieren in einem Umfeld, das von hoher Arbeitslosigkeit, dem allgemeinen Zusammenbruch der sozialen Sicherungssysteme und drastisch zurückgehenden internationalen Hilfsmaßnahmen für Vertriebene gekennzeichnet ist, um die ohnehin knappen Ressourcen. Angesichts dieser Verhältnisse sehen sich die Vertriebenen in ihrem Bemühen, einen einigermaßen angemessenen Lebensstandard zu erreichen, kaum zu meisternden Herausforderungen gegenüber. Angehörigen von Minderheiten, die zur Gruppe der Binnenvertriebenen gehören, ist es in der großen Mehrzahl nicht möglich, sich in die Aufnahmegesellschaft Serbien und Montenegros zu integrieren oder dort zumindest unter einigermaßen würdevolle Bedingungen zu leben,“ heißt es in einem Lagebericht der UNHCR.
Von den nach dem Einmarsch der NATO 1999 geflüchteten Angehörigen ethnischer Minderheiten waren bis Anfang 2007 nur 16.100 in ihre Heimatgemeinden zurückgekehrt.